# Henry Potonié
 (janvier 2023).
Henry Potonié (né le 16 novembre 1857 à Berlin et décédé le 28 novembre 1913 dans le même lieu) est un botaniste et paléontologue allemand, connu de par ses études sur la formation du charbon.

## Biographie
Henry Potonié nait à Berlin, en Allemagne. Il étudie la botanique à l'université de Berlin, et, à partir de 1880, prend un poste de chercheur assistant au jardin botanique de Berlin. En 1885, il s'associe à des recherches en géologie, et, à partir de ce moment, dévoue la plupart de son temps à des recherches en paléobotanique. En 1891, il devient professeur de paléobotanique à l'Académie des mines à Berlin, et vers 1901, devient un professeur de paléobotanique et de géologie à l'université.
En 1888, il devient éditeur de Naturwissenschaftliche Wochenschrift, un périodique auquel il était associé depuis 24 ans, et soutient plusieurs associations dédiées à la popularisation de la science à Berlin, telle qu’Urania. En 1899, il publie Lehrbuch der Pflanzenpalaeontologie, un livre sur la paléobotanique ayant reçu une critique favorable à son époque. La seconde édition est publiée en 1921 par Walther Gothan avec le titre Lehrbuch der Paläobotanik.
Henry Potonié décède à Berlin, à l'âge de 56 ans.

## Famille
Henry Potonié est fils de l'écrivain français Edmond Potonié et le père de Robert Potonié (1889-1974), minéralogiste et paléobotaniste allemand.

## Publications
- (de) Lehrbuch der Pflanzenpalaeontologie mit besonderer Rücksicht auf die Bedürfnisse des Geologen, Berlin, Dümmler, 1899 (lire en ligne)
- (de) Illustrierte Flora von Nord- und Mittel-Deutschland mit einer Einführung in die Botanik [« Flore illustrée du nord et du centre de l'Allemagne »], 1885.
- (de) Die Pflanzenwelt Norddeutschlands in den verschiedenen Zeitepochen, besonders seit der Eiszeit [« Le mode des plantes dans le nord de l'Allemagne à différentes périodes, en particulier depuis l'âge glaciaire »], 1886.
- (de) Die entstehung der steinkohle und verwandter bildungen einschliesslich des petroleums [« La genèse du charbon et des formations similaire, incluant le pétrole »], 1905.
- (de) Grundlinien der Pflanzen-morphologie im Lichte der Palaeontologie [« Éléments de morphologie des plants à la lumière de la paléontologie »], 1912.